# Abdulah II.
Kralj Abdulah II ibn-al Husein (arapski الملك عبدالله الثاني ابن الحسين), (Amman, 30. siječnja 1962.), aktualni kralj Hašemitske kraljevine Jordan. Prijestolonasljednik je postao 24. siječnja 1999. godine po želji svog oca (zamjenjujući tako svog brata Hasana), a okrunjen je 7. veljače 1999. nakon smrti svog oca kralja Huseina I. Abdulahova majka je Antoanet Avril Gardiner, podrijetlom Britanka, što je izazvalo reakcije kod nekih podanika krune koji su tvrdili da je neodgovarajuće da neko tko nije potpuno čiste krvi sjedi na prijestolju hašemitskih kraljeva koji su i direktni potomci proroka Muhameda. Kralj Abdulah je 43. koljeno proroka.
Kralj Abdulah je oženjen Palestinkom Ranijom Al-Rasin, sada je ona Kraljica Ranija Al-Abdulah. Imaju četvoro djece: Huseina, Iman, Salmu i Hašema.

## Životopis
- 1963.: Oglašen prijestolonasljednikom.
- 1965.: Njegov stric Hasan je preuzeo krunu princa, nakon što je kralj Husein dopunio ustav tako da dozvoljava i braći također da budu nasljednici jordanskog prijestolja. Pozadina ove promjene, je to da je Husein bio izložen pritiscima građana i nije smio preuzeti rizik da prijestolje ostavi malom djetetu.
- 1968.: Abdullah je poslan na školovanje u Englesku. Kasnije je nastavio svoje školovanje u Americi.
- 1980.: Abdullah postaje kadet vojnoj akademiji u Sandhurstu, Velika Britanija, i kasnije je služio u britanskoj vojsci. I danas je po činu pukovnik britanske vojske. Kasnije je završio Školu vanjskih poslova i magistrirao.
- 1993.: Abdullah se oženio jordanskom (rođena u Kuvajtu) princezom Ranijom.
- 1999., 25. siječnja : Abdullah je proglašen novim nositeljem krune princa, zamejnjujući njegovog strica Hasana.
- 1999.: 5. veljače: Abdullah polaže zakletvu kao prijestolonasljednik Jordana, dan nakon što je njegov otac proglašen klinički mrtvim.
- 1999.: 7. veljače: Abdullah je imenovan za novog kralja Jordana, nekoliko sati nakon što je njegov otac umro.

## Politika
Veoma je loše ocjenjena njegova odluka da pooštri odnos prema disidentima i da ograniči slobodu govora. Ovo se posebno odnosi na zabranu kritike kralja i njegove politike. Osim visokih novčanih kazni prijeti i zatvorska kazna do tri godine. Mnogi novinari i sindikalni aktivisti su u zatvoru na dugim robijama zbog svog javno iznesenog mišljenja o vladi Kralja Abdullaha. Međutim, kralj je surov i u obračunu s radikalnim islamistima kojih ima dosta u njegovoj zemlji.
Zbog ovih činjenica ga međunarodne organizacije za zaštitu ljudskih prava često kritiziraju i prozivaju.
Kralj se pravda činjenicom da je za vrijeme njegove vlade došlo do povećanja investicija u zemlju i objektivnog poboljšanja materijalnog blagostanja.